# Забоечная машина
Забоечная машина — горная машина, предназначенная для транспортировки забоечного материала и механизированной забойки заряженных вертикальных и наклонных скважин при открытых горных работах.

## Характеристики
- диаметр забиваемой скважины — от 100мм
- угол наклона скважины к вертикали — не более 30º
- масса забоечного материала — од 2т/м³
- размер забоечных кусков — до 50мм
- производительность — до 1700мм
- грузоподъемность — до 10т
- габаритные размеры: длина — до 8000 мм, ширина — до 2700 мм, высота — до 3250мм
- масса — до 24т

## Применение
- транспортировка забоечного материала
- забойка скважин

## Рабочие инструменты
- бункер
- скребковый транспортер
- гидрокран
- грейфер

## Классификация
- камерная забоечная машина
- шпуровая забоечная машина